# 崖柯
崖柯（学名：Lithocarpus amygdalifolius var. praecipitiorum）为壳斗科柯属下的一个变种。

## 扩展阅读
- 維基物種上的相關：崖柯